# Eldamar
Eldamar je fiktivní místo v Tolkienově světě. Zátoka Eldamaru se nacházela na východním pobřeží Amanu a byla místem, kde žili elfové. V zátoce Eldamaru se nacházela Tol Eressëa.

## Obyvatelstvo
Vanyar a Noldor se původně usadili v Tirionu na pahorku Túna, uprostřed průsmyku Calacirya (Světelný průmysk). Vanyar jej však později opustili. Když se Teleri konečně rozhodli opustit Středozem, usadili se na ostrově Tol Eressëa. Tam založili přístav Avallonë. Nakonec však přece jen Eressëu opustili a usadili se v Eldamaru, kde s pomocí Noldor vystavěli Alqualondë, Labutí přístav.

## Poloha
Zátoka Eldamaru se nalézá na východním pobřeží Amanu, vně Pelóri. Na severu se vypíná posvátná hora Taniquetil, na jihu navazuje Avathar. Araman se nachází severně od Taniquetilu a Eldamaru. Hranicí mezi Valinorem a Eldamarem je Calacirya.